# Cohete

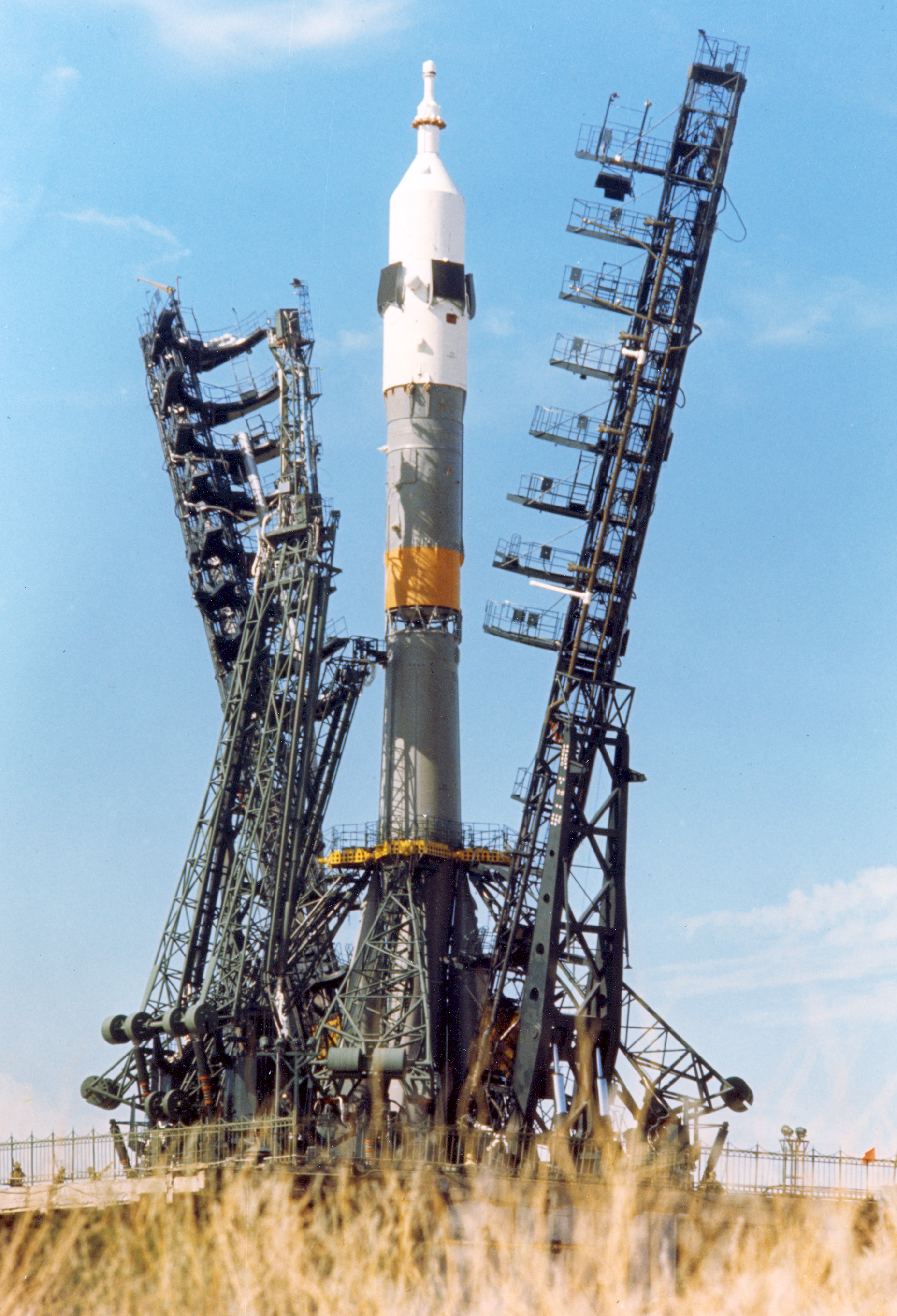
Cohete ruso Soyuz-U en el Cosmódromo de Baikonur, en Kazajistán.

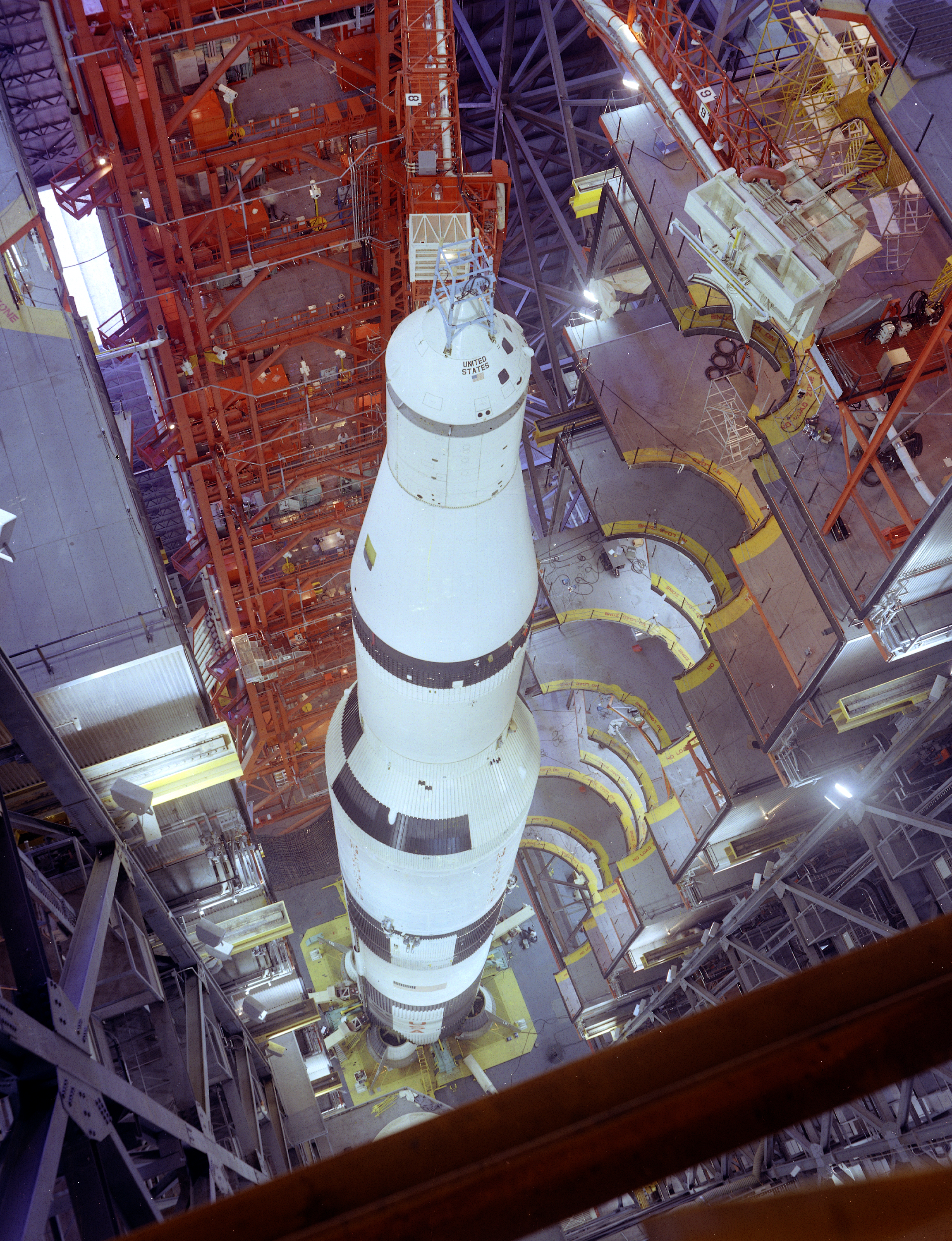
Montaje de un cohete Saturno V, en el Vehicle Assembly Building de la NASA antes de su primer vuelo,el Apolo 4.

Un cohete (del catalán coet) es un vehículo que obtiene su empuje por la reacción de la expulsión rápida de gases de combustión desde un motor cohete. A ciertos tipos de cohete se los denomina misil y en este cambio de nombre no interviene el tamaño o potencia, sino que generalmente se llama misil a todo cohete de uso militar con capacidad de ser dirigido o manejado activamente para alcanzar un blanco.
Para esos usos militares, los cohetes suelen usar propelente sólido y no usan ningún tipo de guía. Los cohetes equipados con cabezas de guerra (en forma de misil) pueden ser disparados por aviones hacia objetivos fijos tales como edificios, o pueden ser lanzados por fuerzas terrestres hacia otros objetivos terrestres. Durante la Guerra Fría existían cohetes no guiados que portaban una carga nuclear, estaban diseñados para atacar formaciones de bombarderos en vuelo. En el argot militar se prefiere la palabra misil en lugar de cohete cuando el arma usa propelente sólido o líquido y tiene un sistema de guía (esta distinción no se suele aplicar a los vehículos civiles).
En todos los cohetes, los gases de combustión están formados por propelente, el cual se lleva en el interior del cohete antes de su liberación. El empuje de los cohetes se debe a la aceleración de los gases de combustión (ver tercera ley del movimiento de Newton).
Hay muchos tipos diferentes de cohetes, su tamaño puede variar desde los pequeños modelos de juguete que pueden comprarse en tiendas, hasta los enormes cohetes espaciales Saturno V usados por el programa Apolo.
Los cohetes se usan para acelerar, cambiar las órbitas, órbitas de reentrada, para el aterrizaje completo si no hay atmósfera (e.j. aterrizaje en la Luna), y algunas veces para suavizar un aterrizaje con paracaídas justo antes del impacto en tierra (véase Soyuz).
Muchos de los cohetes actuales obtienen su empuje de reacciones químicas (motor de combustión interna). Un motor cohete químico puede usar propelente sólido, líquido o una mezcla de ambos. Una reacción química se inicia entre el combustible y el oxidante en la cámara de combustión, y el resultado son los gases calientes que se aceleran a través de una tobera (o toberas) en la parte final del cohete. La aceleración de estos gases a través del esfuerzo del motor (empuje) en la cámara de combustión y en la tobera, haciendo que el vehículo se mueva (de acuerdo con la tercera Ley de Newton).
No todos los cohetes usan reacciones químicas. Los cohetes de vapor, por ejemplo, liberan agua supercalentada a través de una tobera donde instantáneamente se proyecta en un vapor de alta velocidad, empujando al cohete. La eficiencia del vapor como propelente para cohetes es relativamente baja, pero es simple y razonablemente seguro, y el propelente es barato y se encuentra en cualquier parte del mundo. Muchos cohetes de vapor se han usado en vehículos terrestres pero un pequeño cohete de vapor se probó en el año 2004 llevando un satélite UK-DMC (Reino Unido). Hay propuestas para usar los cohetes de vapor para transportes interplanetarios usando energía solar o nuclear como fuente de calor para vaporizar agua recogida alrededor del sistema solar.
Los cohetes en los cuales el calor se proporciona de otra manera que no sea un propelente, tales como los cohetes de vapor, se clasifican dentro de los motores de combustión externa. Otros ejemplos de combustión externa en cohetes incluyen la mayor parte de los diseños de cohetes de propulsión nuclear. El uso de hidrógeno como propelente para motores de combustión externa proporciona muy altas velocidades.
Debido a su altísima velocidad (mach ~10+), los cohetes son especialmente útiles cuando se necesitan altas velocidades, como para llevar objetos a una órbita (mach 25). Las velocidades que puede alcanzar un cohete se pueden calcular con la ecuación del cohete de Tsiolskovski, que proporciona el diferencial de la velocidad ('delta-v') en términos de la velocidad y masa iniciales a la masa final.
Los cohetes se deben usar cuando no hay otras sustancias (tierra, agua o aire) o fuerzas (gravedad, magnetismo, luz) que un vehículo pueda usar para propulsarse, como ocurre en el espacio. En estas circunstancias, es necesario llevar todo el propelente que se necesite usar.
Las relaciones típicas de masa para vehículos son de 20/1 para propelentes densos tales como oxígeno líquido y keroseno, 25/1 para monopropelentes densos como peróxido de hidrógeno, y 10/1 para oxígeno líquido e hidrógeno líquido. No obstante, la relación de masa depende en gran medida de muchos factores tales como el tipo de motor del vehículo y sus márgenes de seguridad estructurales.
Frecuentemente, la velocidad requerida (delta-v) para una misión es inalcanzable por un solo cohete porque el peso del propelente, la estructura, la guía y los motores es demasiado para conseguir una relación mejor. Este problema se soluciona frecuentemente con las etapas: en cada etapa se va perdiendo peso lanzando la parte ya consumida o utilizada, incrementando la relación de masa y potencia.
Típicamente, la aceleración de un cohete aumenta con el tiempo (incluso si el empuje permanece constante) ya que el peso del cohete disminuye a medida que se quema su combustible. Las discontinuidades en la aceleración suceden cuando las diferentes etapas comienzan o terminan, a menudo comienzan con una menor aceleración cuando se dispara cada nueva etapa.

## Historia

### Orígenes de los cohetes

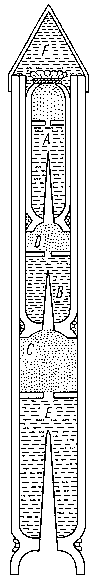
Cohete de múltiples etapas Siemenowicz, de su Artis Magnae Artilleriae pars prima.

Robert Goddard y su primer cohete de combustible líquido.

El descubrimiento de la pólvora por los antiguos alquimistas chinos taoístas y sus usos para distintos tipos de armas (flechas de fuego, bombas y cañones), derivaron en el desarrollo de los cohetes. Inicialmente se inventaron para ceremonias religiosas que estaban relacionadas con la veneración a los dioses chinos en la antigua religión china. Fueron los precursores de los actuales fuegos artificiales y, después de intensivas investigaciones, se adaptaron para su uso como artillería en las guerras sucedidas desde el siglo X hasta el XII.
Algunos de los antiguos cohetes chinos estaban situados en la fortificación militar conocida como la Gran Muralla China, y los empleaban los soldados de élite chinos. La tecnología de los cohetes se empezó a conocer en Europa gracias a su uso por las tropas mongoles de Genghis Khan y Ogodei Khan cuando conquistaron Rusia, Europa del este y parte de Europa central (Austria entre otros). Los mongoles habían robado la tecnología de los chinos cuando conquistaron la parte norte de China y adquirieron más conocimientos sobre la misma gracias a los expertos mercenarios chinos que trabajaron para su ejército. Además, la difusión de los cohetes en Europa se vio influenciada por los otomanos en el sitio de Constantinopla en el año 1453, aunque es muy probable que los otomanos estuvieran influenciados por las invasiones mongolas de los siglos anteriores. De cualquier manera, durante varios siglos los cohetes se tomaron como curiosidades por los occidentales.
Durante más de dos siglos, el trabajo del noble polaco-lituano Kazimierz Siemienowicz Artis Magnae Artilleriae pars prima ("El gran arte de la artillería, Primera parte", también conocida como "El arte completo de la artillería") se usó en Europa como un manual básico de artillería. El libro proveía los diseños estándares para fabricar cohetes, bolas de fuego y otros dispositivos de pirotecnia. Contenía un largo capítulo sobre calibración, construcción, producción y propiedades de los cohetes tanto para usos militares como civiles, incluyendo cohetes de múltiples etapas, baterías de cohetes y cohetes con aletas estabilizadoras en forma de delta en lugar de las típicas varas de guía.
Al final del siglo XVIII las tropas del Sultán Tipu del Reino de Mysore usaron satisfactoriamente cohetes con estructura de hierro en la India contra los británicos durante las guerras entre ambos. Los británicos mostraron un gran interés en la tecnología y la desarrollaron durante todo el siglo XIX. El personaje más importante de esta época fue William Congreve. Desde entonces el uso de cohetes en usos militares se extendió por toda Europa. En la Batalla de Baltimore, en 1814, se lanzaron cohetes al Fuerte McHenry por los barcos lanzadores de cohetes como el HMS Erebus, descritos por Francis Scott Key en The Star-Spangled Banner (La Bandera de Estrellas Centelleantes, himno de los Estados Unidos).
Los primeros cohetes eran muy poco precisos. Sin el uso de ningún tipo de giros ni de cardanes en el empuje, tenían una gran tendencia a desviarse bruscamente fuera de su trayectoria. Los primeros cohetes del británico William Congreve redujeron esta tendencia adjuntando un largo bastón en la cola del cohete (similar a los cohetes de feria actuales) para hacer más difícil que el cohete modificara su trayectoria. El cohete más grande de Congreve pesaba 14,5 kg en vacío y tenía un bastón de cola de 5,6 m de longitud. Originalmente los bastones se montaban en los laterales, pero más tarde se cambió la posición a una más central, reduciendo su arrastre y permitiendo una mayor precisión al cohete cuando se lanzaba desde un segmento de tubo.
El problema de la puntería se solucionó en 1844 cuando William Hale modificó el diseño de los cohetes permitiendo un empuje ligeramente vectorizado haciendo que el cohete girase alrededor de su propio eje como una bala. El cohete Hale eliminó la necesidad del bastón del cohete, viajando a mayor velocidad dada su menor resistencia contra el aire y siendo más preciso.

### Cohetes modernos
En 1903, el profesor de matemáticas de educación secundaria Konstantín Tsiolkovski (1857-1935) publicó Исследование мировых пространств реактивными приборами (La exploración del espacio cósmico por métodos de reacción), el primer trabajo científico serio que trataba de vuelos espaciales. La ecuación del cohete de Tsiolskovski —el principio que gobierna la propulsión de cohetes— lleva su nombre en su honor. Su trabajo fue particularmente desconocido fuera de la Unión Soviética, donde inspiró extensas investigaciones, experimentación, y la formación de la Sociedad Cosmonáutica. Su trabajo se volvió a publicar en 1920 en respuesta al interés ruso sobre el trabajo de Robert Goddard. Entre otras ideas, Tsiolkovski propuso acertadamente el uso de oxígeno e hidrógeno líquidos como un excelente par propulsor, determinó la estructura que se debía construir y diseñó la forma en que debían estar los cohetes para aumentar la eficiencia de masa y aumentar así radio de alcance.
Los primeros cohetes fueron muy ineficientes debido a la cantidad de energía y calor que era desechada en los gases de escape. Los cohetes modernos nacieron luego, después de haber recibido un subsidio de la Smithsonian Institution, Robert Goddard unió una tobera supersónica (Tobera de Laval) a la cámara de combustión del motor del cohete. Esa boquilla transformaba el gas caliente de la cámara de combustión a un propulsor de gas hipersónico (jet), aumentando más del doble el empuje y aumentando enormemente la eficiencia.
En 1923 Hermann Oberth (1894-1989) publicó Die Rakete zu den Planetenräumen (El cohete en el espacio planetario), una versión de su tesis doctoral, después de que la Universidad de Múnich la rechazara. Este libro tiene el crédito de haber sido el primer trabajo científico serio sobre el tema que ha recibido atención internacional.
Durante los años 1920 un gran número de organizaciones que investigaban sobre los cohetes aparecieron en los Estados Unidos, Austria, Inglaterra, Checoslovaquia, Francia, Italia, Alemania y Rusia. A mediados de los años 20, científicos alemanes habían empezado a experimentar con cohetes que usaban propulsores líquidos capaces de alcanzar una gran distancia y mucha altitud. Un equipo de ingenieros de cohetes aficionados habían formado la Verein für Raumschiffahrt (Sociedad Alemana de Cohetes, o VfR) en 1927, y en 1931 lanzaron un cohete de propulsión líquida (usando oxígeno y gasolina).
Desde 1931 hasta 1937 el trabajo científico más extenso sobre diseño de motores cohete sucedió en Lenigrado (hoy San Petersburgo), en el laboratorio dinámico de gases. Bien subsidiado y con un buen número de personal, se crearon más de 100 motores experimentales bajo la dirección de Valentín Glushkó. El trabajo incluía regeneración enfriadora, ignición hipergólica y diseños de inyectores de combustible que incluían mezcladores e inyectores mezcladores internos que suministraban propelentes secundarios. El trabajo fue acortado por el arresto de Glushko durante las purgas estalinistas de 1938. Un trabajo similar pero menos extenso se estaba realizando por el profesor austriaco Eugen Sänger.
En 1932 la Reichswehr (que en 1935 se convirtió en la Wehrmacht) empezó a mostrar interés por los cohetes. Restricciones bélicas impuestas por el Tratado de Versalles limitaban el acceso a Alemania a armas de largo alcance. Viendo la posibilidad de usar cohetes como artillería, la Wehrmacht inicialmente subsidió al equipo VfR pero, dado que solo estaban concentrados en el aspecto científico, creó su propio equipo de investigación, con Hermann Oberth como miembro superior. A instancias de los líderes militares, Wernher von Braun, en el momento un joven aspirante a científico en materia de cohetes, se unió a la milicia (seguido por dos exmiembros del equipo VfR) y desarrolló armas de largo alcance para ser utilizadas en la Segunda Guerra Mundial por la Alemania Nazi, notablemente la serie A de los cohetes, el cual llevó a los cohetes V-2 (inicialmente llamados A4). 

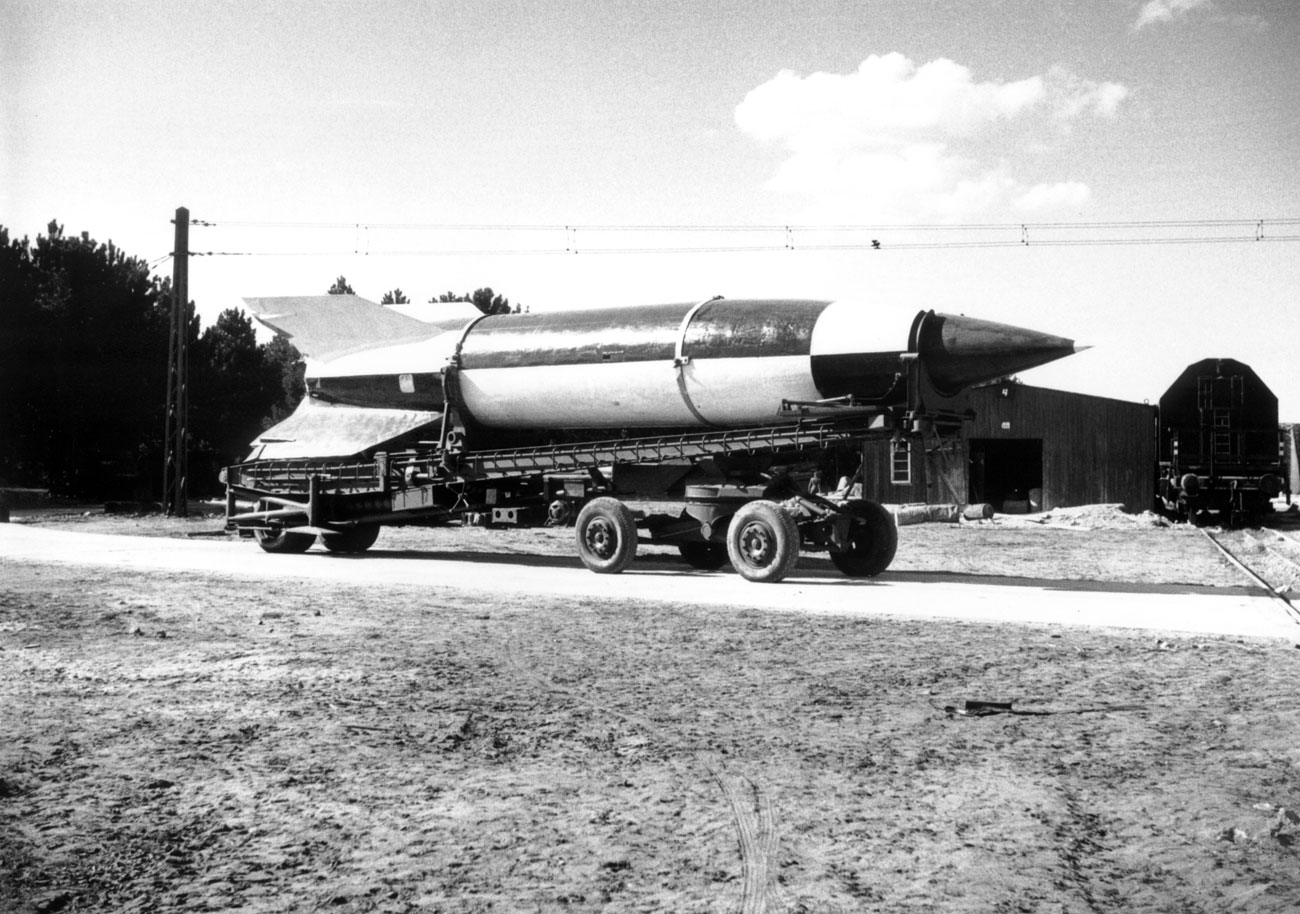
Un cohete alemán V-2, empleado en la Segunda Guerra Mundial.

Planos de un cohete V-2.

En 1943 comenzó la producción de los cohetes V-2. Los V-2 representaban en mayor paso hacia adelante en la historia de los cohetes. Los V-2 tenían un alcance de 300 km y llevaban una cabeza de guerra de amatol de 1000 kg. El cohete solo se diferencia en detalles ínfimos de los cohetes modernos, tenía bombas de turbinas, guía inercial y otras capacidades. Miles de ellos se lanzaron contra las naciones aliadas, principalmente Inglaterra, así como Francia y Bélgica. Ya que no podían ser interceptados, el diseño de su sistema de guía y su cabeza de guerra convencional hacían del V-2 un arma insuficientemente precisa contra objetivos militares. En Inglaterra 2754 personas murieron y 6523 fueron heridas antes de que se acabara la campaña de lanzamientos. Aunque los V-2 no afectaron significativamente al curso de la guerra, proveyeron una demostración de poder letal del potencial de las armas guiadas.
Al final de la Segunda Guerra Mundial, los equipos científicos y militares rusos, británicos y estadounidenses compitieron por capturar la tecnología y el personal del programa alemán de cohetes Peenemünde. Rusia y el Reino Unido tuvieron cierto éxito pero quienes más se beneficiaron fueron los Estados Unidos. Estos capturaron un gran número de científicos alemanes especialistas en cohetes (muchos de ellos eran miembros del partido nazi, incluyendo a von Braun) y los llevaron a los Estados Unidos como parte de la Operación Paperclip, donde los mismos cohetes que se diseñaron para caer sobre las ciudades británicas fueron usados por los científicos como vehículos de investigación para desarrollar nuevas tecnologías. El V-2 evolucionó al Cohete Redstone, usado en las primeras fases del programa espacial.
Después de la guerra los cohetes se usaron para estudiar las condiciones existentes a grandes alturas, usando radio telemetría para transmitir la temperatura y presión de la atmósfera, detección de rayos cósmicos y otras investigaciones. Estos estudios fueron continuados en los Estados Unidos por von Braun y los otros, quienes estaban llamados a ser parte del nuevo complejo científico estadounidense.
Independientemente, las investigaciones continuaron en la Unión Soviética balo el liderazgo de Serguéi Koroliov. Con la ayuda de técnicos alemanes, la V-2 fue duplicada y mejorada como los misiles R-1, R-2 y R-5. Los diseños alemanes fueron abandonados al final de los años 40 y los investigadores extranjeros fueron enviados a sus países. Una nueva serie de motores fueron construidos por Glushko y basados en las invenciones de Aleksei Isaev creando la base de los primeros ICBM con el cohete R-7. Los cohetes R-7 pusieron en órbita el primer satélite, el primer hombre en el espacio y las primeras pruebas en la luna, además siguen estando en uso hoy día. Estos eventos atrajeron la atención de los políticos que proveyeron de más dinero para futuras investigaciones.
Los cohetes se volvieron extremadamente importantes para usos militares con los misiles balísticos intercontinentales (ICBM por sus siglas en inglés) cuando los gobiernos se dieron cuenta de que no se podrían defender de un cohete con carga nuclear una vez este se hubiese lanzado, de tal forma que se empezaron a fabricar masivamente con este fin bélico.
Los cohetes chinos se desarrollar con un nuevo centro espacial de Wenchang, en la isla de Hainán, en 2016 se lanzaron los primeros cohetes Larga Marcha CZ-5 y CZ-7

## Regulación
Bajo las leyes internacionales, la nacionalidad del propietario de un vehículo lanzado determina qué país es responsable de cualquier daño que pueda causar el vehículo. Debido a esto, algunos países requieren que los fabricantes y lanzadores de cohetes se adhieran a una regulación específica que pueda indemnizar y proteger a las personas y a las propiedades que puedan verse afectadas por un vuelo.
En los Estados Unidos cualquier lanzamiento que no se pueda clasificar como amateur y tampoco sea parte de algún proyecto gubernamental debe ser aprobado por la Administración Federal de Aviación, con sede en Washington D. C.
En Argentina, los lanzamientos experimentales se regulan según las recomendaciones de la ACEMA (Asoc. de Cohetería Experimental y Modelista de Argentina) 

## Futuro
- Propulsión espacial termonuclear: se han desarrollado cohetes pero nunca se han utilizado; son la promesa para los viajes interplanetarios por su gran eficiencia.
- Propulsión nuclear de pulso cohetes concepto que proporcionan un gran empuje y altísimas velocidades.
- Motores de iones: son otra clase de motores de empuje parecidos a los motores cohete y están empezando a ser ampliamente usados. Utilizan energía eléctrica, en lugar de química, para acelerar sus reacciones.